# 선형 저밀도 폴리에틸렌

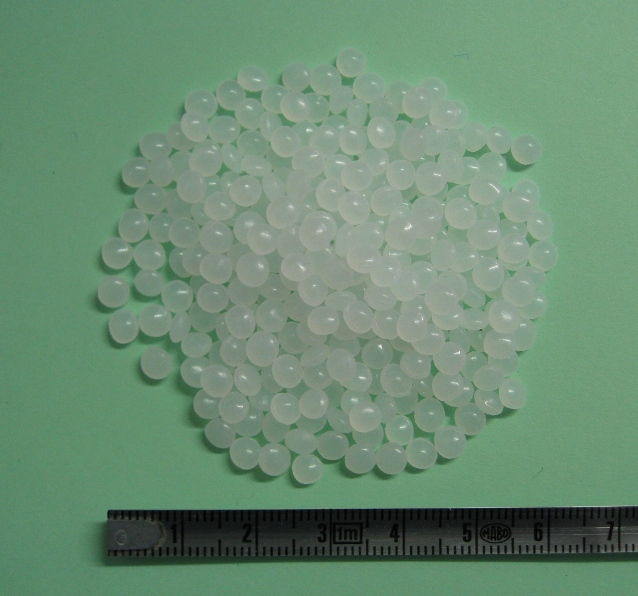

선형 저밀도 폴리에틸렌(Linear low-density polyethylene, LLDPE)은 실질적으로 선형 중합체(폴리에틸렌)로, 상당한 수의 짧은 가지(branch)를 갖고 있으며 일반적으로 장쇄(longer-chain) 올레핀과 에틸렌의 공중합을 통해 만들어진다. 선형 저밀도 폴리에틸렌은 장쇄 가지가 없다는 점에서 기존 저밀도 폴리에틸렌(LDPE)과 구조적으로 다르다. LLDPE의 선형성은 LLDPE와 LDPE의 다양한 제조 공정으로 인해 발생한다. 일반적으로 LLDPE는 에틸렌과 부텐, 헥센, 옥텐과 같은 고급 알파-올레핀을 공중합하여 더 낮은 온도와 압력에서 생산된다. 공중합 공정을 통해 기존 LDPE보다 분자량 분포가 더 좁고 선형 구조와 결합하여 유변학적 특성이 크게 다른 LLDPE 폴리머가 생성된다.

## 같이 보기
- 저밀도 폴리에틸렌
- 초고분자량 폴리에틸렌